# Edoardo Barbieri
Edoardo Roberto Barbieri (Milano, 11 febbraio 1961) è un bibliografo italiano.

## Biografia
Si è laureato in Lettere moderne all'Università Cattolica del Sacro Cuore di Milano, dove poi è entrato come ricercatore di Filologia italiana.

Divenuto professore ordinario di Bibliografia e Biblioteconomia, dal 2003 al 2006 ha insegnato nella Facoltà di Lettere e filosofia dell'Università degli Studi di Sassari.

Rientrato alla Cattolica, insegna Bibliografia e Biblioteconomia nella sede di Brescia e Storia del libro e dell'editoria in quella di Milano.
È membro del collegio dei docenti del dottorato di Discipline del libro all'Università degli Studi di Udine.
Sempre alla Cattolica, dal 2007 è direttore del "Centro di Ricerca Europeo Libro Editoria Biblioteca"” (CRELEB) e dirige il master di secondo livello in Professione editoria.
È stato membro del Consiglio superiore del Ministero per i beni culturali.
Specialista della storia del libro e dell'editoria religiosa del Quattro e del Cinquecento, i suoi interessi di studio spaziano dal libro tipografico della prima età moderna fino all'editoria contemporanea e al mondo del digitale.
Da gennaio 2011 è direttore della rivista internazionale di storia del libro e di bibliografia La Bibliofilìa.

## Opere principali
- Le Bibbie italiane del Quattrocento e del Cinquecento. Storia e bibliografia ragionata delle edizioni in lingua italiana dal 1471 al 1600, 2 volumi, Milano, Editrice Bibliografica, 1991. ISBN 8870752577.
- Il libro nella storia. Tre percorsi, Milano, CUSL, 1999. ISBN 9788881320189 (ed. 2003).
- Nel mondo delle postille, (curatela), Milano, CUSL, 2002. ISBN 8881320924.
- Libri, biblioteche e cultura nell'Italia del Cinque e Seicento, curatela con Danilo Zardin, Milano, Vita e Pensiero, 2002. ISBN 8834307631.
- Libri a stampa postillati, Atti del Colloquio internazionale (Milano, 3-5 maggio 2001), curatela con Giuseppe Frasso, Milano, CUSL, 2003. ISBN 8881321637.
- Francesco Novati, Scritti sull'editoria popolare nell'Italia di antico regime, curatela con Alberto Brambilla, Roma, Archivio Guido Izzi, 2004. ISBN 8885760996.
- Guida al libro antico. Conoscere e descrivere il libro tipografico, Firenze, Le Monnier, 2006. ISBN 8800205704.
- Haebler contro Haebler. Appunti per una storia dell'incunabolistica novecentesca, Milano, ISU Università Cattolica, 2008. ISBN 9788883115837.
- Claustrum et armarium. Studi su alcune biblioteche ecclesiastiche italiane tra Medioevo ed Età moderna, curatela con Federico Gallo, Roma, Bulzoni, 2010. ISBN 9788878705425.